# Duncan Clark
Duncan McDougall Munro Clark (* 22. Juni 1915 in Greenock; † 8. Juli 2003 in Whakatāne, Neuseeland) war ein britischer Hammerwerfer.
Bei den Europameisterschaften 1946 in Oslo gewann er Bronze, und bei den Olympischen Spielen 1948 wurde er Elfter.
1950 siegte er für Schottland startend bei den British Empire Games in Auckland im Hammerwurf und wurde Siebter im Kugelstoßen. Bei den Europameisterschaften in Brüssel wurde er Sechster im Hammerwurf.
Bei den Olympischen Spielen 1952 in Helsinki kam er auf den 18. Platz.
1950 und 1952 wurde er Englischer Meister im Hammerwurf. Am 21. Februar 1950 stellte er in Christchurch mit 54,89 m seine persönliche Bestleistung in dieser Disziplin auf.